# Dikken Zwilgmeyer
Dikken Zwilgmeyer, née Barbara Hendrikke Wind Daae Zwilgmeyer le 20 septembre 1853 et morte le 28 février 1913, est une écrivaine de fiction norvégienne. Elle est surtout connue pour ses ouvrages pour la jeunesse et sa série de livres « Inger Johanne ». 

## Jeunesse
Dikken Zwilgmeyer est née à Trondheim en Norvège, une des sept enfants nés de Peter Gustav Zwilgmeyer (en) (1813-1887) et de Margrethe Gjørvel Daae (1825-1887).  Son père est un magistrat diplomate et membre du Parlement norvégien. Elle et sa famille vivent à Risør, dans le comté de comté d'Aust-Agder, dès l'âge de 8 ans. Son oncle Ludvig Daae (en) est aussi un homme politique et ministre de l'armée. Son grand-père, Heinrich Carl Zwilgmeyer (1761-1850) a immigré en Norvège en provenance de Hanovre, en Allemagne. Elle meurt à Kongsberg dans le comté de Buskerud et est enterrée au Cimetière de Notre-Sauveur à Oslo. 

## Carrière

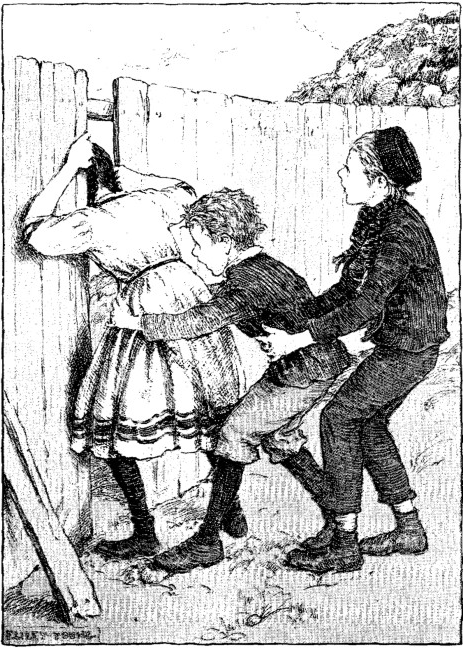
What Happened to Inger Johanne (p. 67), traduit par Émilie Poulsson, illustré par Florence Liley Young (1919)

Zwilgmeyer n'a aucune éducation formelle. Elle montre ses premiers talents pour la peinture et l'écriture et suit des cours avec divers peintres, dont Christian Krohg. Son premier article publié est « En Hverdagshistorie » dans le magazine Nyt Tidsskrift (en) en 1884. Son premier article pour enfants est nommé « Afbrudt 17. mai », et est publié dans le magazine Illustreret Tidende for Børn. 
Son premier livre pour enfants sort en 1890, sous le titre Viørn. Elle l'écrit sous le pseudonyme d'« Inger Johanne, 13 ans ». Inger Johanne est décrite comme la fille d'un juge d'une petite ville norvégienne. Ce livre connaît un vif succès et onze autres livres sous se pseudonyme suivent. Parmi ceux-ci figurent Karsten og jeg en 1891, Fra vor en 1892 et Barndom en 1895. Anniken Præstgaren, sorti en 1900 est probablement son livre le plus populaire. On estime que les livres de Zwilgmeyer sont imprimés à 600 000 exemplaires jusqu'en 1903. « Inger Johanne » restent une des séries favorite des enfants norvégiens pendant des générations, et les livres de Zwilgmeyer sont considérés comme une innovation majeure de la littérature de jeunesse norvégienne,. Elle est la première série de livres pour enfants norvégienne à casser les rôles de genre avec une personnages féminin faisant les mêmes choses que les garçons. 
En 1895, elle publie son premier livre pour adultes, le recueil de nouvelles Som Kvinder er, sur les mauvaises conditions de vie des femmes non mariées et, en 1896, le roman de puberté Ungt sind. Ces livres sont plus ou moins accueillis par le silence de la critique littéraire contemporaine. La collection Som kvinder er est rééditée en 1953 et est ensuite considérée comme une perle littéraire oubliée des années 1890. Dans les années 1900, elle écrit des romans et des histoires historiques, notamment la collection Mægler Porsvold og andre historier en 1902 et les romans Emerentze (1906), Maren Ragna (1907) et Thekla (1908). 
Dans une nécrologie datant de 1913, Sigrid Undset souligne les deux visages de Zwilgmeyer, l'écrivain pour enfants et la critique amère de la société norvégienne,.   

## Œuvres choisies
- Vi Børn (Nous les enfants), 1890
- Karsten og jeg (Karsten et moi), 1891
- Fra vor by (De notre ville), 1892
- Sommerferier (Vacances d'été), 1894
- Barndom (Enfance), 1895
- Morsomme dage (Jours drôles), 1896
- Hos onkel Max og tante Betty (Avec oncle Max et tante Betty), 1897
- Udenlands (Étranger), 1898
- Fire kusiner (Quatre cousins), 1899
- Anniken Prestgaren (Anniken le Prestige), 1900
- Syvstjernen og andre historier (Sept étoiles et autres histoires), 1900
- Frøken Lybæks pensionatskole (Le pensionnat de Mme Lybæk), 1901
- Lille Jan Bluhme (Petit Jan Bluhme), 1903
- Kongsgaardgutten, 1904
- Maja, 1905
- Hos farfar paa Løvly (Au grand-père de Løvly), 1910
- Vi tre i hytten (Nous étions dans la cabine), 1911